# Ricardinho (Fußballspieler, 1984)
Ricardinho, bürgerlich Ricardo Ferreira da Silva (* 9. September 1984 in Curitiba), ist ein brasilianischer Fußballspieler. Der Außenverteidiger gewann 2010, 2013 und 2014 mit Malmö FF den schwedischen Meistertitel.

## Karriere
Ricardinho begann seine Karriere 2003 beim Coritiba FC in der Série A. In seinem zweiten Jahr in der Wettkampfmannschaft etablierte er sich als Stammspieler, stieg jedoch mit der Mannschaft 2005 in die Série B ab. Auch hier zeigte er gute Leistungen, so dass ihn 2007 Atlético Mineiro für die im Frühjahr stattfindende Staatsmeisterschaft von Minas Gerais auf Leihbasis verpflichtete. Da er sich nicht durchsetzen konnte, kehrte er im Herbst wieder zu seinem Stammverein zurück, mit dem er am Saisonende wieder in die Série A aufstieg. Als Stammspieler trug er in der ersten Liga zum neunten Tabellenplatz bei.
Nachdem zum Jahreswechsel Ricardinhos Vertrag beim Coritiba FC ausgelaufen war, verließ er im Januar 2009 Brasilien und schloss sich dem schwedischen Klub Malmö FF an. Bei seinem neuen Verein war er auf Anhieb Stammspieler auf der linken Seite der Viererkette. In der Spielzeit 2010 bestritt er 22 Saisonspiele und war damit wesentlich daran beteiligt, dass die Mannschaft um Ulrich Vinzents, Guillermo Molins, Wilton Figueiredo und Daniel Larsson den Lennart-Johansson-Pokal für die schwedische Meisterschaft holte. Nachdem im Sommer der Meistertrainer Roland Nilsson zum FC Kopenhagen gewechselt war, kamen Gerüchte um einen Wechsel des Spielers ebenfalls nach Dänemark auf, die dieser jedoch dementierte und eine Verlängerung seines Vertrages in Schweden andeutete. Ende September unterzeichnete er schließlich einen Drei-Jahres-Kontrakt. In den folgenden Jahren blieb er mit Malmö FF in der Erfolgsspur. 2013 und 2014 gewann er mit dem Klub erneut den Meistertitel, zudem erreichte er mit dem Klub im Sommer 2014 erstmals in der Vereinsgeschichte die Gruppenphase der UEFA Champions League.
Nach Ablaufen seines Vertrages Ende 2014 war Ricardinho kurzzeitig vereinslos, ehe er im Februar 2015 beim aserbaidschanischen Verein FK Qəbələ unterkam. Ab dem 3. August 2017 stand er in England bei Oxford United in der drittklassigen League One unter Vertrag, ehe er sich für eine Spielzeit dem niederländischen Klub FC Twente Enschede anschloss. Mit dem Zweitligisten schaffte er den direkten Wiederaufstieg in die Eredivisie, die auslaufenden Verträge von ihm und Mannschaftskollegen Nacho Monsalve jedoch aus finanziellen Gründen auch nach der Verpflichtung von Paul Verhaegh nicht verlängert. Anschließend war er erneut vereinslos.

## Erfolge
Ceará
- Copa do Nordeste: 2015

Malmö FF
- Fotbollsallsvenskan: 2010, 2013, 2014